# Battlefield: Bad Company 2
Battlefield: Bad Company 2 je pokračování hry typu first-person shooter Battlefield: Bad Company. Hra vyšla v březnu 2010 pro PlayStation 3, Xbox 360, PC a iOS.
Série Battlefield je známa obrovskou rozlohou map jak ve hře jednoho hráče, tak i v multiplayeru; série Bad Company také zničitelností okolního prostředí a obrovskou škálou vozidel, tanků, helikoptér atd. Ve hře Bad Company 2 je destrukce natolik propracovaná, že umožňuje hráčům zničit budovy tak, aby spadly celé na zem.
Později vyšel datadisk Bad Company 2 Vietnam, který přidává několik zbraní a pár map z Vietnamu.

## Postavy

### Sgt. Samuel Redford
Velitel čety a Bad Company. Nosí zelenou nebo bílou kšiltovku. Za zbraň má XM8 a většinou se v boji ocitá jako první. Je to rozený vůdce.

### Vojín Preston Marlowe
Za tuto postavu hrajete vy. Jste nejmladším členem Bad Company a jste tam proto, protože jste jako vojenský pilot naboural helikoptérou do limuzíny generála Braiwooda, který se pak stal velícím důstojníkem Bad Company.

### Vojín Terrence Sweetwater
Technik, nejchytřejší z Bad Company. Je tam za trest protože omylem vypustil vir do vojenské sítě. Armádě se upsal za stipendium na vysokou školu. Jeho zbraní je M60.

### Vojín George Haggard jr.
Demoliční technik, trochu blázen. Zná každou výbušninu. Je trochu méně čistotný a uřvaný. Jeho zbraní je také XM8. Je tam také za trest, protože omylem nechal explodovat největší muniční sklad v Paříži.

## Zbraně

### Pušky
Výhody: kadence, přesnost a síla.
- AEK971 - Ruská útočná puška s granátometem. Vyvážené skilly, hlavně síla je dost vysoká.
- XM8 - Americká útočná puška. Vyrobená pro Bad Company. Vyvážené skilly, hlavně přesnost je dost vysoká.
- AN-94 - Ruská poloautomatická puška. Je velmi přesná.
- F2000 - Belgická útočná puška. Vysoká přesnost a nabíjení.
- Steyr AUG - Rakouská puška. Dobrá přesnost.
- M16
- M416 - Německá útočná puška. velká kadence.

### Samopaly
Výhody: Velká kadence
- SCAR-H
- PP2000
- 9A91
- AK-74
- XM8C
- UMP
- Uzi

### Sniperské pušky
Výhody: Síla a přesnost
- M24
- QBU88 - rychlopalná sniperka
- SVU - vylepšená SVD
- M95 - nejsilnější puška
- VSS Vintorez
- SV98
- GOL

### Kulomety
Výhody: Kadence a síla
- M249
- M60
- QJU88
- MG3
- MG36
- PKM
- XM8 LMG SAW

### Demoliční zbraně
Výhody: Síla
- NS2000
- 870MCS
- USAS12
- SPAS12
- Saiga12
- SPAS-15
- T194

### Speciální výbava
- ATM (Anti-Tank mine) - protitanková mina
- C-4 - plastická trhavina
- Life-2 - barevná dýmovnice
- LZ-537 - RPG
- MRTR-5 - GPS navigace
- M203 - granátomet (příloha k puškám M16, M416)
- GP30 - granátomet (příloha k puškám AEK971, AN94)
- GL1 - granátomet (příloha k pušce F2000)
- XM320 - granátomet (příloha k pušce XM8)
- Nůž - základní zbraň